# Sergio VII de Nápoles
Sergio VII (muerto el 30 de octubre de 1137) fue el trigésimo noveno y último duque (o Magister militum) de Nápoles. Él sucedió a su padre Juan VI en el trono napolitano en 1120 o 1123 en un momento en que Roger II de Sicilia fue escalando rápidamente en el poder. Cuando Roger tuvo éxito como duque de Apulia en 1127 y fue coronado Rey en 1130, el destino de Nápoles giraba en torno a las relaciones de Sergio con la corte siciliana.